# Mert Ramazan Demir

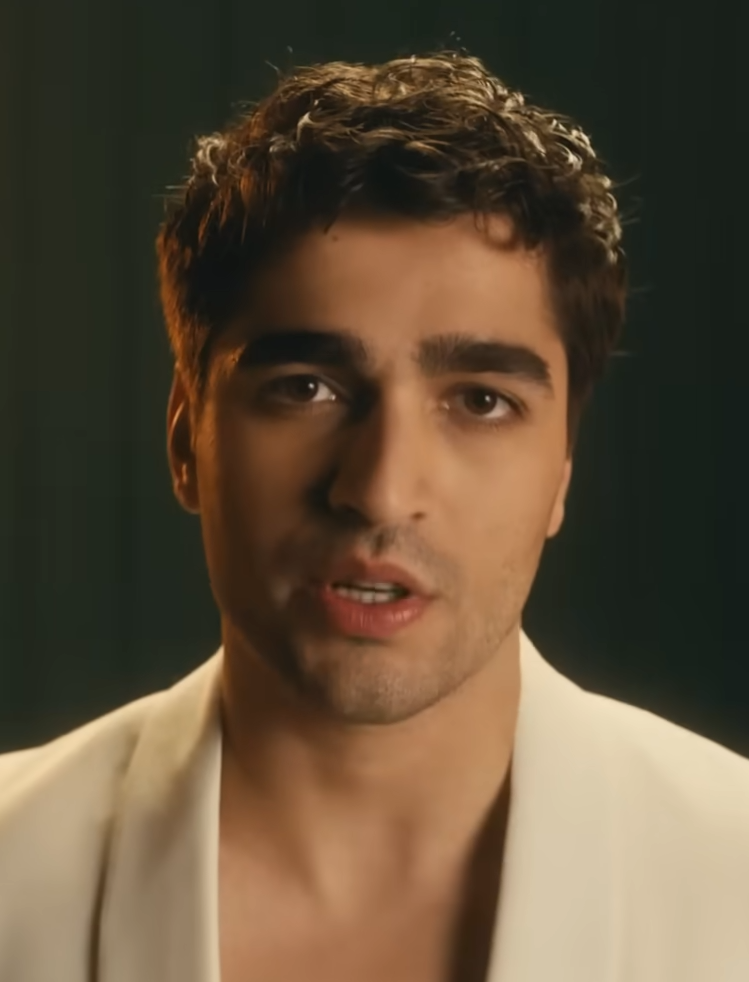
Mert Ramazan Demir (2023)

Mert Ramazan Demir (* 28. Januar 1998 in Şile) ist ein türkischer Schauspieler.

## Leben und Karriere
Demir wuchs in Şile auf. Seine Familie stammt ursprünglich aus Van. Er studierte an der Beykent Üniversitesi.
Sein Debüt gab er 2016 in der Fernsehserie Muhteşem Yüzyıl: Kösem. Anschließend wurde er 2019 für den Film Sesinde Aşk Var gecastet. Im selben Jahr bekam er in dem Film I Am You eine Hauptrolle. Unter anderem trat Demir 2020 in Der Aufstieg von Weltreichen: Das osmanische Reich auf. Außerdem war er 2022 in UFO zu sehen. Seit 2023 spielt Demir in der Serie Şahmaran eine Hauptrolle.

## Filmografie
Filme
- 2019: Sesinde Aşk Var
- 2019: Üç Harfliler: Adak
- 2019: I Am You

Serien
- 2016: Muhteşem Yüzyıl: Kösem
- 2016: Hayat Bazen Tatlıdır
- 2017: Fazilet Hanım ve Kızları
- 2020: Öğretmen
- 2020: Der Aufstieg von Weltreichen: Das osmanische Reich
- 2020: Çıplak
- 2021: Ölüm Zamanı
- 2022: UFO
- seit 2022: Yalı Çapkını
- seit 2023: Şahmaran